# Hotel Heidelberg: Kinder, Kinder!
Kinder, Kinder! ist ein deutscher Fernsehfilm von Edzard Onneken aus dem Jahr 2018. Es ist der vierte Film der Filmreihe Hotel Heidelberg mit Annette Frier, Christoph Maria Herbst, Hannelore Hoger und Stephan Grossmann in den Hauptrollen.

## Handlung
Annette und Ingolf sind jetzt genau zwei Jahre verheiratet und für Ingolf steht die Frage nach einem Kind im Raum. Als Psychologe kann er Annette dies schonend beibringen und sie sagt auch nicht gleich „nein“, aber im Grunde kommt für sie ein Baby nicht mehr in Frage. Ihr Sohn aus erster Ehe ist 19, sie jenseits der Vierzig und außerdem hat sie als Hotelchefin alle Hände voll zu tun. Zu einer Vertiefung des Themas kommt es zunächst nicht, denn im Hotel steigt Tilda Brenninger ab, die offensichtlich eine Jugendfreundin von Ingolf ist. Annettes Bruder Stefan merkt sofort, dass da noch mehr dahintersteckt, aber das zu klären bleibt keine Zeit, denn unerwartet schneit Tante Ingrid ins Hotel und will ihre alten Erbansprüche einfordern. Annette und ihre Geschwister sind ratlos, denn sie waren davon ausgegangen, dass ihr Vater das seinerzeit alles geklärt hatte.
Nachdem Tilda Brenninger ihr wahres Gesicht zeigt und offensichtlich vorhat Ingolf wieder für sich zu haben, ist Annette irritiert. Sie bemerkt aber auch, dass die Frau psychopathisch veranlagt ist, was Ingolf ihr bestätigt. Kurzerhand wirft Annette sie aus dem Hotel. Doch Tilda gibt nicht so leicht auf. Sie zersticht die Reifen des Hotel-Autos, schafft es durch einen Shitstorm im Internet für Buchungsstornierungen zu sorgen, lauert Ingolf auf und stalkt ihn. Annette versucht Tilda anzuzeigen, hat damit jedoch keinen Erfolg. So greifen sie zu einem Trick und bringen Tilda dazu, Ingolf gegenüber ihre Untaten zuzugeben. Dabei wusste sie nicht, dass Ingolf verkabelt war und die Polizei so alles mithören konnte und Tilda nun festnimmt.
Für das Problem Tante Ingrid erhält Annette Unterstützung von ihrer Mutter. Hermine hat sofort ihre Weltreise abgebrochen und will den Kampf gegen die ungeliebte Schwägerin aufnehmen. Letztendlich ist Tante Ingrid aber nur einsam und sucht etwas Anerkennung bei ihrer Familie. In ihrem Großneffen Jeremy hat sie einen geduldigen Zuhörer gefunden.
Ingolfs Anliegen der Familienplanung verläuft am Ende in eine etwas andere Richtung als erwartet. In seiner Praxis hat er den vierzehnjährigen Ole Dornbach zu therapieren. Mit viel Einfühlungsvermögen bringt er den Jungen dazu, über seine traumatischen Erlebnisse zu sprechen, als er den Unfalltod seiner Eltern mit ansehen musste. Im Laufe der Zeit wächst Ole Ingolf ans Herz und da Annette als Ausweg ihres „Problems“ das Thema Adoption anspricht, ist Ingolf klar, was er zu tun hat.

## Hintergrund
Kinder, Kinder! wurde im Auftrag von ARD Degeto von der „Calypso Entertainment“ produziert und vom 16. Mai bis 17. Juli 2017 in Heidelberg gedreht.

## Rezeption

### Einschaltquote
Die Erstausstrahlung von Kinder, Kinder! erfolgte am 2. März 2018 und wurde in Deutschland von 4,54 Millionen Zuschauern gesehen. Er erreichte einen Marktanteil von 14,0 Prozent für Das Erste.

### Kritiken
Rainer Tittelbach von Tittelbach.tv meinte: „Die Feelgood-Familien-Dramedy aus der Tourismushochburg am Neckar ist und bleibt die sehenswerteste der inflationär vermehrten ARD-Reihen am Freitag.“ „Der [Hotel-]Alltag bestimmt die Handlung und den Rhythmus der Erzählung, der Fluss der Gespräche ist dabei besonders gelungen. Das wirkt leicht, aber es steckt viel Beziehungswahrheit in den kleinen Geschichten. […] Es ist der alltagsnahe Umgangston, der die Musik macht. Da bedarf es weder Pointen noch spitzfindiger Rhetorik. Herzstück des Films sind: das Paar, seine vielschichtige Kommunikation, Frier/Herbst.“
Bei Kino.de wertete Tilmann P. Gangloff: „Seit zwei Jahren belegt ‚Hotel Heidelberg‘, dass sich Zeitvertreib und Anspruch keineswegs gegenseitig ausschließen. Selbst ein Wechsel der Hauptdarstellerin - in der dritten Episode hat Annette Frier die Rolle von Ulrike C. Tscharre übernommen - hat der ARD-Reihe nicht geschadet.“ „‚Kinder, Kinder!‘ beginnt heiter, wandelt sich dann jedoch mehr und mehr zum Drama.“ „Obwohl sich die Handlung auf vier Ebenen abspielt, hat [Autor] Rauhaus die verschiedenen Stränge so geschickt miteinander verknüpft, dass ein einheitlicher harmonischer Erzählfluss entsteht. Wie kunstvoll er sein Drehbuch konzipiert hat, zeigt sich spätestens am Schluss, als deutlich wird, dass eine der Ebenen die Lösung für das Problem einer anderen bietet. “